# Гедвіга Шарлотта Норденфліхт
Гедвіга Шарлотта Норденфліхт (швед. Hedvig Charlotta Nordenflycht; 28 листопада 1718, Стокгольм — 29 червня 1763, Гобу) — шведська письменниця і поетеса.

## Біографія
Народилася 28 листопада 1718 року в Стокгольмі і була молодшою з п'яти дітей чиновника Андерса Андерссона Нордбома (Anders Andersson Nordbohm, 1675—1734) і його дружини Христини Розін (Christina Rosin). У 1727 році її батько був облагороджений (відзначений) прізвищем Норденфліхт. Після виходу батька на пенсію в 1730 році, родина оселилася в маєтку Вібі в приході Гарбо.
Гедвіга отримала переважно домашню освіту: їй викладав Йохан Тідеман (Johan Tideman, 1710—1737), вихованець Крістофера Польхема, який був учителем її брата Андерса (Anders Nordenflycht, 1710—1740). У 1734 році проти своєї волі Гедвіга була заручена з Йоханом Тідеманом. Вона не вважала його фізично привабливим, і заручини було перервано ранньою смертю Тідемана.
23 квітня 1741 року Гедвіга Норденфліхт вийшла заміж за Якоба Фабриціуса (1704—1741), який був її вчителем французької мови і до вступу в шлюб був призначений капеланом адміралтейства в Карлскруні. Цей шлюб був щасливим для Гедвіги, але дуже коротким: Якоб захворів і помер у грудні 1741 року. Гедвіга впала в депресію і виїхала з Карлскруни в орендований котедж у містечку Лідингьо, недалеко від Стокгольма. Там вона написала збірку віршів «Den sörgande turtur-dufvan» (1943), що виражає її почуття після втрати коханої людини.

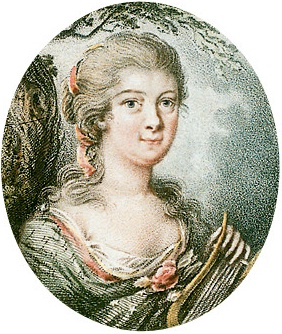
Портрет роботи Йоган Мартін

Норденфліхт повернулася після жалоби в Стокгольм. У цей момент її економічне становище погіршилося, і вона була змушена самостійно утримувати себе, вирішивши заробляти на життя своїм літературним талантом. У 1742 році вона написала поему «Svenska fruntimrets klagan» про королеву Елеонору Ульріке. У цьому ж році вона подала заяву на пенсію в адміралтейство після смерті чоловіка, і її було задоволено в наступному році завдяки втручанню короля, який послався на її літературний талант. Гедвіга написала ще кілька віршів для королівського дому, і в 1747 році їй було призначено невелику допомогу від кронпринцеси Луїзи Ульріки. Після великої Стокгольмської пожежі 1751 року вона та її мати втратили свій будинок, після чого вони звернулися по допомогу в риксдаг і отримали в 1752 році щорічну допомогу на життя. Внаслідок цього фінанси Норденфліхт були залагоджені, і Гедвіга змогла зосередитися на літературній діяльності, не переймаючись грошовими проблемами.
14 квітня 1753 року Гедвіга Норденфліхт стала членом літературного товариства Tankebyggarorden, отримавши там ім'я «Uranie». Вона створила власний літературний салон, де була тісно пов'язана з Ґуставом Крейцом і Густавом Гілленборгом.
У 1762 році Гедвіга оселилася на маленькій віллі, яку вона побудувала біля замку Скуклостер, назвавши її Lugnet («Спокій»). В цей період часу вона закохалася в Йохана Фішерстрьома, на сімнадцять років молодшого за неї. Фішерстрьом, що народився в 1735 році, був студентом Лундського університету із радикальними ідеями і літературними інтересами. З ним Гедвіга Норденфліхт познайомилася в колах Tankebyggarorden. Вона подбала про те, щоб Йохан отримав посаду в садибі Шьое, де жила її подруга Катаріна Шарлотта Делагарді. Однак Йохан Фішерстрьом став залицятися до Делагарді, створивши любовний трикутник і зробивши ситуацію нестерпною для Норденфліхт. Як наслідок, за однією з версій, Гедвіга покінчила з собою, за іншою — застудилася і захворіла, переходячи струмок, що відокремлював її віллу від замку Делагарді. Так чи інакше, сучасники повідомляли, що до цього моменту вона страждала від хвороби, симптоми якої були схожі на рак.

Померла 29 червня 1763 року лені Уппсала.
У Національній портретній галереї Швеції в Гріпсгольмі, що відкрилася в 1822 році, Гедвіга Шарлотта Норденфліхт була в числі перших шести жінок шведської історії, портрети яких з'явилися в колекції галереї, поряд з Бригідою Шведською, Софією Елізабет Бреннер, Барбро Стігсдоттер, Софією Елеонорою Розенхейн і Венделой Шютте.